# Neidingen (Beuron)
Neidingen ist ein Ortsteil von Beuron, liegt an der jungen Donau und hat rund 100 Einwohner.

## Lage
Neidingen liegt im Naturpark Obere Donau. Hier entspringt die Talmühlequelle. Die Bahnstrecke Tuttlingen–Inzigkofen und die Landesstraße 277 führen durch den Ort.

## Geschichte
1390 wurde Neidingen zum ersten Mal urkundlich erwähnt. Damals gehörte es zur Herrschaft Falkenstein, wobei Teile auch unter der Herrschaft Hausen lagen. Danach kommt es mit Hausen im Tal zu Vorderösterreich. 1805 wurde es württembergisch, 1810 badisch. Am 1. Januar 1974 erfolgte die Eingemeindung der Gemeinde Hausen im Tal nach Beuron.

## Kultur und Sehenswürdigkeiten

### Bauwerke
- Auf Neidinger Gemarkung befindet sich die St.-Agatha-Kapelle.[3]
- Außerdem befindet sich hier die abgegangene Burg Auchtbühl.
- Historischer Brunnen[4]
- Deutsche Land Rover Sammlung, Ausstellung von alten Land Rover[5][6]

### Naturdenkmale
- In unmittelbarer Nähe zum Ort befindet sich der bekannte Schaufelsen (772 m). Er ist mit 120 Metern Höhe der höchste Felsen Deutschlands nördlich der Alpen. Das Klettern an ihm ist großteils verboten.[7] Für den Klettersport freigegeben ist der Traumfels, die Hölle und der Blicklefels, alle ebenfalls östlich von Unterneidingen.
- Das Wurzelwerk der Dorflinde wurde beim Ausbau der Dorfstraße schwer beschädigt, worauf hin die Neidinger Bürger den Baum so lange regelmäßig gossen, bis er sich wieder selbst mit Wasser versorgen konnte.[4]

## Wirtschaft und Infrastruktur
In den 1970er Jahren war der Fernsehempfang in Neidingen wegen der ungünstigen topographischen Lage erschwert, weshalb sich die Neidinger zusammenschlossen und eine Gemeinschaftsantennenanlage auf einem der umliegenden Felsen bauten. Die Antenne war über 10 Jahre lang in Betrieb und wurde erst abgeschaltet, als die Satellitentechnik einen reibungslosen Empfang möglich machte.